# Consejo Asesor para la Transición Nacional
El Consejo Asesor para la Transición Nacional (en catalán Consell Assessor per a la Transició Nacional) era un órgano creado por la Generalidad de Cataluña en 2013, según Decreto 113/2013, de 12 de febrero, con el objetivo de asesorar en el proceso de independencia de Cataluña y de realizar un referéndum de autodeterminación en dicha comunidad. Este decreto fue declarado inconstitucional por unanimidad por el Tribunal Constitucional (TC) y, por tanto, anulado el 10 de mayo de 2017 por dicho tribunal. En su momento, dicho decreto fue recurrido por el Gobierno de España presidido por Rajoy, por considerar que el órgano asesor iba más allá de las competencias atribuidas a la Generalidad y desde entonces se encuentra suspendido.
El Consejo estaba adscrito al Departamento de la Presidencia de la Generalidad y coordinado por su portavoz, Francesc Homs. Presidido por Carles Viver Pi-Sunyer, aunque sus componentes no cobraban ninguna retribución de ningún tipo por sus funciones.
El Consejo se constituyó el 11 de abril de 2013, con una primera reunión celebrada en el Palacio de la Generalidad de Cataluña, y fue suprimido el 27 de octubre de 2017 por el gobierno de España en aplicación del artículo 155 de la Constitución española.

## Funciones
- Analizar e identificar todas las alternativas jurídicas disponibles sobre el proceso de transición nacional.[1]
- Asesorar al Gobierno de la Generalidad sobre la identificación de las estructuras estratégicas para el funcionamiento futuro del gobierno y de las instituciones catalanas, y optimizar los recursos disponibles.
- Proponer actuaciones e impulsar la difusión del proceso de transición nacional entre la comunidad internacional e identificar apoyos. Sobre este punto ha elaborado tres de sus informes más importantes: el n.º 4 (Internacionalización de la consulta y del proceso de autodeterminación de Cataluña), publicado en diciembre de 2013; el n.º 6 (Las vías de integración de Cataluña en la UE), publicado en abril de 2014; y el n.º 13 (La integración en la Comunidad Internacional), hecho público en julio de 2014.[4]
- Asesorar al Gobierno para desplegar las relaciones institucionales en Cataluña con tal de garantizar el conjunto del proceso.

## Composición
Según el Gobierno catalán, forman parte de este consejo «personas de reconocido prestigio en diferentes disciplinas y que están dispuestas a aportar su experiencia, cualificación y prestigio personal, con el objetivo que, tal y como establece el decreto de creación de este órgano, se puedan identificar e impulsar estructuras de estado, y todos los aspectos necesarios para llevar a término la consulta sobre el futuro estatus político de Cataluña»:
- Carles Viver Pi-Sunyer, presidente. Catedrático de Derecho de la Universidad Pompeu Fabra.
- Núria Bosch Roca, vicepresidenta. Catedrática de Hacienda Pública de la Universidad de Barcelona.
- Enoch Albertí, catedrático de Derecho Constitucional de la Universidad de Barcelona.
- Germà Bel, catedrático de Economía de la Universidad de Barcelona.
- Carles Boix Serra, catedrático de Ciencias Políticas de la Universidad de Princeton.
- Salvador Cardús, profesor de Sociología de la Universidad Autónoma de Barcelona y periodista.
- Ángel Castiñeira Fernández, director de la Cátedra Liderazgos y Gobernanza Democrática de la Escuela Superior de Administración y Dirección de Empresas.
- Francina Esteve i Garcia, profesora titular de Derecho Internacional de la Universidad de Gerona.
- Joan Font i Fabregó, empresario.
- Rafael Grasa Hernández, profesor de Relaciones Internacionales de la Universidad Autónoma de Barcelona.
- Pilar Rahola, periodista y escritora.
- Josep Maria Reniu, profesor de Ciencias Políticas de la Universidad de Barcelona.
- Ferran Requejo, catedrático de Ciencias Políticas de la Universidad Pompeu Fabra.
- Joan Vintró, catedrático de Derecho Constitucional de la Universidad de Barcelona.
- Víctor Cullell Comellas, director general de Análisis y Prospectiva de la Generalidad de Cataluña, secretario del Consejo.

## Reacciones políticas
El líder del PSC, Pere Navarro, consideró «poco democrático» la constitución de estructuras independentistas antes de efectuar un referéndum y conocer la opinión de la gente, y calificó de «insulto» la creación del Consejo en plena crisis económica. Joan Herrera, secretario general de ICV, censuró la prioridad otorgada al Consejo antes de que sea establecido el «derecho a decidir» del pueblo catalán ante una eventual consulta independentista. Por parte del PPC, Enric Millo reprochó igualmente esta iniciativa frente al objetivo de la recuperación económica. Albert Rivera, líder de Ciutadans, fue más allá y puso un recurso contra la creación del Consejo ante el Tribunal Superior de Justicia de Cataluña, alegando que el Consejo está «fuera de las competencias autonómicas y rompe con el ámbito constitucional y con el Estatut».